# مالكوم ويبستر
مالكوم ويبستر (بالإنجليزية: Malcolm Webster)‏ هو لاعب كرة قدم بريطاني في مركز حراسة المرمى، ولد في 12 نوفمبر 1950 في دونكاستر في المملكة المتحدة. لعب مع كامبريدج يونايتد ونادي أرسنال ونادي ساوثيند يونايتد ونادي فولهام.